# Latin American Poker Tour (6.ª temporada)
A sexta temporada do Latin American Poker Tour disputada em 2013. Ao todo foram 6 etapas nesta temporada em diversos destinos do América Latina com retorno ao Brasil em Maio/2013.

## Ranking LAPT6
* Fonte: WebArchive (www.lapt.com) Ranking Final Latin American Poker Tour 6 - 2013
| Ranking Latin American Poker Tour 6 - 2013 | Ranking Latin American Poker Tour 6 - 2013 | Ranking Latin American Poker Tour 6 - 2013 |
| Pos.                                       | Nome                                       | Pontos                                     |
| ------------------------------------------ | ------------------------------------------ | ------------------------------------------ |
| 1º                                         | Amos Ben Haim                              | 2.450                                      |
| 2º                                         | Leo Fernandez                              | 2.265                                      |
| 3º                                         | Rafael Guillermo Pardo Gonzalez            | 2.165                                      |
| 4º                                         | Carter Gill                                | 1.650                                      |
| 5º                                         | Marco Antonio Pessoa De Oliveira Filho     | 1.370                                      |
| 6º                                         | Julian Pineda                              | 1.300                                      |
| 7º                                         | Mayu Roca Uribe                            | 1.270                                      |
| 8º                                         | Miguel Velasco                             | 1.250                                      |
| 9º                                         | Pablo Alexander Tavitian                   | 1.250                                      |
| 10º                                        | Christian De Leon Angeles                  | 1.245                                      |

## Programação

### LAPTChile
- LAPT CHILE NATIONAL POKER CHAMPIONSHIP
- Casino: Enjoy Viña del Mar Casino & Resort
- Buy-in: $1,100
- Duração: 13 de março de 2013 (quarta-feira) à 17 de março de 2013 (domingo)
- Número de buy-ins: 1.024
- Premiação total: $993,280
- Número de premiados: 160
- Mão vencedora: Q♠ T♣
- Resultado Oficial: The Hendom Mob

| Mesa final | Mesa final           | Mesa final |
| Pos.       | Nome                 | Prêmio     |
| ---------- | -------------------- | ---------- |
| 1º         | Pablo Tavitian       | $184,220   |
| 2º         | Leonardo Martins     | $117,200   |
| 3º         | Jose Ignacio Barbero | $78,460    |
| 4º         | Jaime Mayol          | $57,620    |
| 5º         | Fernando Gordo       | $41,720    |
| 6º         | Sérgio Braga         | $31,720    |
| 7º         | Alejandro Cholakis   | $23,780    |
| 8º         | Sebastian Miranda    | $19,220    |

### LAPTBrasil
- Centro de Eventos: Tivoli Hotel Sao Paulo Mofarrej
- Buy-in: R$ 4.000 (~$1,976)
- Duração: 25 de abril de 2013 (quinta-feira) à 30 de abril de 2013 (terça-feira)
- Número de buy-ins:  753
- Premiação total: R$ 2.629.480 (~$1,298,932)
- Número de premiados: 112
- Mão vencedora: Q♠ 4♠
- Resultado Oficial: The Hendom Mob

| Mesa final | Mesa final                | Mesa final            |
| Pos.       | Nome                      | Prêmio                |
| ---------- | ------------------------- | --------------------- |
| 1º         | Victor Sbrissa            | R$512.100 (~$252,971) |
| 2º         | Daniel Murta de Almeida   | R$334.000 (~$164,992) |
| 3º         | Rafael Pardo              | R$231.400 (~$114,309) |
| 4º         | Leonardo Bresia           | R$171.000 (~$84,472)  |
| 5º         | André Akkari              | R$128.900 (~$63,675)  |
| 6º         | Marcos Paulo de Almeida   | R$94.700 (~$46,781)   |
| 7º         | Leonardo Fernandez        | R$68.500 (~$33,789)   |
| 8º         | Thiago Azevedo Grigoletti | R$52.600 (~$25,984)   |

### LAPTColombia
- LAPT COLOMBIA NATIONAL POKER CHAMPIONSHIP
- Casino: Casino Allegre - Centro Comercial Premium Plaza
- Buy-in: COP$2.000.000 (~$1,053)
- Data: 5 de Junho de 2013 (quarta-feira) à 9 de Junho de 2013 (domingo)
- Número de buy-ins: 629
- Premiação total: COP$1.098.230.000 (~$578,016)
- Número de premiados: 96
- Mão vencedora: 9♣ 8♥
- Resultado Oficial: The Hendom Mob

| Mesa final | Mesa final                | Mesa final                                    |
| Pos.       | Nome                      | Prêmio/(*Acordo)                              |
| ---------- | ------------------------- | --------------------------------------------- |
| 1º         | Weider Gutierrez          | COP$222.140.000 (*COP$165.244.000) (~$86,971) |
| 2º         | Miguel Angel Moscoso      | COP$143.870.000 (*COP$155.243.000) (~$81,707) |
| 3º         | Miguel Velasco            | COP$99.720.000 (*COP$145.243.000) (~$76,444)  |
| 4º         | Christian De Leòn Angeles | COP$74.460.000 (~$39,189)                     |
| 5º         | Alejandro Arruabarrena    | COP$55.790.000 (~$29,363)                     |
| 6º         | Pablo Luzardo             | COP$41.5100.00 (~$21,847)                     |
| 7º         | Mayu Roca Uribe           | COP$30.530.000 (~$16,068)                     |
| 8º         | Juan Martin Pastor        | COP$22.840.000 (~$12,021)                     |

- Houve acordo entre os 3 finalistas

### LAPTPeru
- Cassino: Atlantic City Casino
- Buy-in: $1,650
- Data: 31 de Julho de 2013 (quarta-feira) à 4 de Agosto de 2013 (domingo)
- Número de buy-ins:  557
- Premiação total: $810,440
- Número de premiados: 88
- Mão vencedora: A♥10♣
- Resultado Oficial: The Hendom Mob

| Mesa final | Mesa final                  | Mesa final |
| Pos.       | Nome                        | Prêmio     |
| ---------- | --------------------------- | ---------- |
| 1º         | Patricio Andres Rojas Parra | $123,840   |
| 2º         | Rafael Pardo                | $100,000   |
| 3º         | Victor Jesus Lay            | $80,000    |
| 4º         | Ricardo Chauriye            | $60,000    |
| 5º         | Scott Diver                 | $50,000    |
| 6º         | Andrey Spitsyn              | $45,000    |
| 7º         | Carlos Noriega              | $40,000    |
| 8º         | Julian Menendez             | $17,600    |

### LAPTPanama
- Cassino: Veneto Casino
- Buy-in: $1,650
- Data: 18 de Setembro de 2013 (quarta-feira) à 22 de Setembro de 2013 (domingo)
- Número de buy-ins:  570
- Premiação total: $855,000
- Número de premiados: 88
- Mão vencedora: 5♠ 6♠
- Resultado Oficial: The Hendom Mob

| Mesa final | Mesa final     | Mesa final |
| Pos.       | Nome           | Prêmio     |
| ---------- | -------------- | ---------- |
| 1º         | Galal Dahrouj  | $132,535   |
| 2º         | Joel Oliveira  | $115,540   |
| 3º         | Jesus Kafati   | $106,365   |
| 4º         | Carter Gill    | $57,060    |
| 5º         | Paulo Carrillo | $42,960    |
| 6º         | Raul Pino      | $32,180    |
| 7º         | Joseph Stefan  | $23,880    |
| 8º         | Marco Oliveira | $18,080    |

### LAPTUruguayGRAND FINAL
- Cassino: Mantra Resort & Casino
- Buy-in: $2,500
- Data: 20 de Novembro de 2013 (quarta-feira) à 24 de Novembro de 2013 (domingo)
- Número de buy-ins:  508
- Premiação total:  $1,133,340
- Número de premiados: 80
- Mão vencedora: Q♣ 6♣
- Resultado Oficial: The Hendom Mob

| Mesa final | Mesa final        | Mesa final |
| Pos.       | Nome              | Prêmio     |
| ---------- | ----------------- | ---------- |
| 1º         | Carter Gill       | $218,692   |
| 2º         | Ivan Raich        | $172,568   |
| 3º         | Ariel Mantel      | $106,300   |
| 4º         | Andres Korn       | $79,100    |
| 5º         | Juan Manuel Perez | $59,800    |
| 6º         | Cesar Sanguinetti | $45,100    |
| 7º         | João Bauer        | $33,780    |
| 8º         | Walid Mubarak     | $25,840    |